# Nahr Abou Zablé
 (février 2012).
Si vous disposez d'ouvrages ou d'articles de référence ou si vous connaissez des sites web de qualité traitant du thème abordé ici, merci de compléter l'article en donnant les références utiles à sa vérifiabilité et en les liant à la section « Notes et références ».
Nahr Abou Zablé ou la rivière d'Abou Zablé est une rivière libanaise issue de ruisseaux saisonniers dans la montagne près d'Aley. Elle passe par le village de Majdel Banaa et se jette dans Nahr Charoun qui est lui-même un affluent de Nahr Al Damour. Elle s'assèche en été et n'est pas navigable.